# Cryptopone nicobarensis
Cryptopone nicobarensis é uma espécie de formiga do gênero Cryptopone, pertencente à subfamília Ponerinae.